# Calliandra purdiaei
Calliandra purdiaei är en ärtväxtart som beskrevs av George Bentham. Calliandra purdiaei ingår i släktet Calliandra och familjen ärtväxter. Inga underarter finns listade i Catalogue of Life.